# Wiktoria Węgrzyn-Lichosyt
Wiktoria Węgrzyn-Lichosyt – aktorka teatralna.
Absolwentka Państwowej Wyższej Szkoły Teatralnej im. Ludwika Solskiego w Krakowie. Od kwietnia 2017 na stałe współpracuje z Teatrem Polskim w Bielsku-Białej.

## Nagrody

### 2014
- 32. Festiwal Szkół Teatralnych – nagroda za rolę w spektaklu „Dyplom z kosmosu” z PWST w Krakowie[3]
- Grand Prix i Nagroda Publiczności na Ogólnopolskim Festiwalu im. Pamięci Andrzeja Zauchy w Bydgoszczy[2][4]

### 2021
- XX Ogólnopolski Festiwal Dramaturgii Współczesnej „Rzeczywistość przedstawiona” (Zabrze) – Nagroda aktorska za rolę w spektaklu „Wyspa Kalina” w reż. Agaty Puszcz z Teatru Polskiego w Bielsku-Białej[5]